# Solis Glacier
Solis Glacier är en glaciär i Antarktis. Den ligger i Sydshetlandsöarna. Argentina, Chile och Storbritannien gör anspråk på området. Solis Glacier ligger 274 meter över havet.
Terrängen runt Solis Glacier är kuperad österut, men västerut är den platt. Havet är nära Solis Glacier åt sydväst. Trakten är glest befolkad. Närmaste befolkade plats är Maldonado Station, 8,0 kilometer norr om Solis Glacier. 